# Morgan Romano
Morgan Renee Romano (Johnstown, estado de Nueva York, 19 de julio de 1998) es una reina del concurso de belleza estadounidense que fue coronada Miss USA 2022. Anteriormente coronada Miss Carolina del Norte USA 2022, Romano quedó como primera finalista en Miss USA y se hizo cargo del título después de que la ganadora original R'Bonney Gabriel fue coronada Miss Universo 2022. Romano es la cuarta mujer de Carolina del Norte en ser coronada Miss Estados Unidos.

## Biografía
Morgan Renee Romano nació el 19 de julio de 1998 en Johnstown, Nueva York. Después de completar la escuela secundaria, Romano se mudó a Columbia, Carolina del Sur, para inscribirse en la Universidad de Carolina del Sur, donde se graduó en Ingeniería química en el 2020. Romano había decidido mudarse al sur de los Estados Unidos debido a su aversión por el duro invierno, clima que impacta duramente el norte del estado de Nueva York.  Después de graduarse, Romano se mudó a Concord, Carolina del Norte, donde comenzó a trabajar como ingeniera de aplicaciones para el proveedor de equipos industriales RE Mason.

## Incursión en los concursos de belleza
Romano comenzó a competir en pompa cuando era adolescente en Nueva York, y quedó subcampeona en Miss New York's Outstanding Teen cuando estaba en la escuela secundaria, gracias al apoyo de su madre. Después de mudarse a Carolina del Sur en 2016, Romano decidió regresar a los concursos de belleza, debido a su deseo de hacer más amigas como estudiante en un campo dominado por hombres. Más tarde ganó el título de Miss Midlands y compitió en Miss Carolina del Sur tres veces y Miss Carolina del Sur USA una vez, sin ganar ningún título.
Romano comenzó a competir en el concurso femenino de belleza de Carolina del Norte después de mudarse allí en 2020, y fue la segunda finalista en Miss Carolina del Norte EE. UU. 2021. Romano regresó a la competencia el año siguiente. La final se celebró el 29 de enero del 2022, donde Romano volvió a avanzar entre los cinco primeros y finalmente ganó el título. Más tarde, Romano coronó a Jordyn McKey como su sucesora en Miss Carolina del Norte, EE. UU. 2023, el 25 de febrero del 2023.

### Miss Estados Unidos 2022
Como Miss Carolina del Norte EE. UU., Romano representó a Carolina del Norte en Miss USA 2022. La competencia se llevó a cabo el 3 de octubre de 2022 en Reno, Nevada. Romano quedó primera finalista, detrás de la ganadora Miss Texas USA, R'Bonney Gabriel. Durante la competencia, Romano promovió a las mujeres en los campos STEM. En última instancia, el concurso se vio empañado por una controversia, con acusaciones de que Gabriel había recibido un trato preferencial por parte de los organizadores del concurso durante toda la competencia.

Debido al protocolo del certamen, Gabriel no pudo continuar su reinado como Miss Estados Unidos después de ganar Miss Universo 2022 en enero del 2023, y su título de Miss Estados Unidos pasó a Romano.  Durante su reinado como Miss Estados Unidos, Romano trabajó con las organizaciones sin fines de lucro Project Scientist y Smile Train.